# آودال (تووز)
آودال (به لاتین: Avdal) یک منطقه مسکونی در جمهوری آذربایجان است که در شهرستان تووز واقع شده است. آودال ۱۴۳ نفر جمعیت دارد.